# Доминиканская Республика на Универсиадах
Доминиканская Республика принимает участие в Универсиадах начиная с летней Универсиады 1970 года в Турине. На зимних Универсиадах спортивная делегация Доминиканской Республики не участвовала ни разу.
На настоящее время спортсмены Доминиканской Республики на всех Универсиадах завоевали в сумме 8 медалей, из них 6 золотых, все медали завоёваны на летних Универсиадах.

## Медальный зачёт
По состоянию на настоящий момент (после летней Универсиады 2021 и зимней Универсиады 2023).

### Медали на летних Универсиадах
| Универсиады    | Золото               | Серебро              | Бронза               | Всего                | Место                |
| -------------- | -------------------- | -------------------- | -------------------- | -------------------- | -------------------- |
| 1970 Турин     | 0                    | 0                    | 0                    | 0                    | —                    |
| 1973—1979      | не участвовали       | не участвовали       | не участвовали       | не участвовали       | не участвовали       |
| 1981 Бухарест  | 0                    | 0                    | 0                    | 0                    | —                    |
| 1983 Эдмонтон  | 0                    | 0                    | 0                    | 0                    | —                    |
| 1985 Кобе      | не участвовали       | не участвовали       | не участвовали       | не участвовали       | не участвовали       |
| 1987 Загреб    | 0                    | 0                    | 0                    | 0                    | —                    |
| 1989—1993      | не участвовали       | не участвовали       | не участвовали       | не участвовали       | не участвовали       |
| 1995 Фукуока   | 0                    | 0                    | 0                    | 0                    | —                    |
| 1997 Сицилия   | не участвовали       | не участвовали       | не участвовали       | не участвовали       | не участвовали       |
| 1999 Пальма    | 0                    | 0                    | 0                    | 0                    | —                    |
| 2001 Пекин     | 0                    | 0                    | 0                    | 0                    | —                    |
| 2003 Тэгу      | 0                    | 0                    | 0                    | 0                    | —                    |
| 2005 Измир     | 0                    | 0                    | 0                    | 0                    | —                    |
| 2007 Бангкок   | не участвовали       | не участвовали       | не участвовали       | не участвовали       | не участвовали       |
| 2009 Белград   | 0                    | 0                    | 0                    | 0                    | —                    |
| 2011 Шэньчжэнь | 0                    | 0                    | 0                    | 0                    | —                    |
| 2013 Казань    | 0                    | 0                    | 0                    | 0                    | —                    |
| 2015 Кванджу   | 2                    | 0                    | 0                    | 2                    | 28                   |
| 2017 Тайбэй    | 4                    | 2                    | 0                    | 6                    | 18                   |
| 2019, 2021     | не участвовали       | не участвовали       | не участвовали       | не участвовали       | не участвовали       |
| 2023           | Универсиада отменена | Универсиада отменена | Универсиада отменена | Универсиада отменена | Универсиада отменена |
| Всего          | 6                    | 2                    | 0                    | 8                    |                      |